# Ун
Ун (другие названия — унлар, су-ун, суннарсы; баш. ун, унлар, һыу-ун, һунарсы) — племя в составе северных башкир.

## Родовой состав
- Су-ун
- Ун
- Кыр-ун (родовые подразделения: булэк, нурай, сайрак)
- Байкы (родовые подразделения: якуп, акбуляк, алый, арыкбай, балтай, гумер, кулмурза, мансур, муслим, мэнди, суманай, шамекэй).

## Этноним
Су-ун переводится как «речные уны», а кыр-ун — «степные уны». Народная этимология термина «хунарсы» — значит «охотник».
Суун — также название одного из рода башкирских кыпсаков.
По мнению С. И. Хамидуллина, этноним «унлар» является тюркской калькой монгольского унгут (онгут).

## Анализ Y-DNA
Часть протестированных башкир из ун (су-ун)- являются представителями гаплогруппы R1a, субклад R1a-Z2123.

## Этническая история
Представители рода Уин у хона считались потомками Сиявуша. Согласно Авесте, хона были самыми восточными обитателями врагов авестийской маргиано-бактрийской цивилизации.
Дионисий Перигет около 150 года первым сообщил про народ уны, что это скифское племя, обитающее между Кавказом и Каспийским морем.
У башкир племени ун прослеживается их этническая связь с племенами усуней и вархонитов (речных хионитов).
Как полагают исследователи, этнически племя ун восходит к тюркским племенам Алтая и Центральной Азии. На формирование уннарцев оказало влияние их пребывание в среде тюрко-печенежских племён Приаралья и булгаро-угорских племён Приазовья.
По версиям других авторов, унларцы являются потомками азиатских гуннов. Авторы этой гипотезы считают, что унларцы восходят своим происхождением к онгутам, к прямым потомкам народа хунну. По мнению С. И. Хамидуллина, то, что название башкирского рода унлар соответствует этнониму унгут (онгут), не подлежит сомнению. Онгутское происхождение племени унлар поддерживает ряд других исследователей. Рашид ад-Дин включал онгутов в число народов, известных под именем монголов. По данным монгольского летописца Санан-Сэцэна, унгуты во времена Чингисхана были в составе су-монголов (татар). Как пишет А. Очир, онгуты сложились в результате смешения шато с монгольскими племенами.

## История расселения
Унларцы до передвижения на север расселялось в долине реки Белой. Здесь уннарцы были соседями западно-табынской группы племён в центральном Башкортостане, и это соседство окончательно было нарушено лишь с постройкой русской крепости на месте Уфы в XVI веке. Часть племени осталась в бельской долине, где и сейчас имеются топонимы, включающие элемент «ун» (деревня Суун-Чишма и др.).
В середине XVI века переселись на север Башкортостана, где были расселены в долине река Быстрый Танып, а часть — на правобережье реки Уфа при впадении в неё реки Юрюзань. К XVIII веку унларцы были соседями таких башкирских племён как ельдяк, мин, мурзалар, танып.
После присоединения Башкортостана к Русскому государству, вотчинные земли племени ун составляли Кыр-Унларскую, Су-Унларскую волости Осинской дороги и Сибирской дороги. В конце XVIII—XIX вв. территория расселения племени ун входила в Бирский уезд, а в период кантонной системы управления — в 10‑й башкирский кантон.
На территории расселения племени ун ныне расположены Караидельский, Аскинский, Балтачевский, Бураевский и Мишкинский районы Башкортостана. Представители племени проживают в аулах Якуп, Халил, Янсеит, Акбуляк, Юлдаш, Туюш, Тегермен, Откустино, Абдулла Караидельского, в ауле Упканкуль Аскинского, в аулах Кашкалево, Старо- и Ново-Кизганово, Даутларово, Карагушево и Бакалы Бураевского районов. Башкиры-унларцы проживают и в других селах указанных районов, возникших в новейшее время, а потому установить племенную принадлежность их жителей не представляется возможным.